# Xaria
Xaria (em árabe: شَرِيعَة; romaniz.: sharīʿah, "caminho para a fonte"), também grafado xariá, xária, sharia, shariah, shari'a ou syariah, é o sistema de lei islâmica, baseado no Alcorão, nos hádices (relatos da vida do profeta Maomé) e na Suna (os ensinamentos e práticas do profeta). Em muitas sociedades islâmicas, não há separação entre religião e direito, sendo as legislações fundamentadas nos princípios islâmicos interpretados por estudiosos religiosos (ulemas).
A jurisprudência islâmica, denominada fiqh, estrutura-se em dois aspectos principais: o estudo das fontes e metodologias (usul al-fiqh, "raízes da lei") e a aplicação prática das normas (furu' al-fiqh, "ramos da lei"). As principais fontes da Xaria são o alcorão considerado a palavra divina e a fonte suprema, suna que complementa o Alcorão por meio das práticas do profeta Maomé e os hádices, que consistem em narrações sobre os ditos e ações do profeta. Além das fontes principais, instrumentos como o ijma (consenso da comunidade) para temas não explicitamente tratados nos textos sagrados, o qiyas (raciocínio por analogia) utilizado para interpretar situações novas com base nos princípios existentes e o al-urf (costumes locais), que influenciam algumas práticas específicas da Xaria. A Xaria regula tanto os aspectos públicos quanto os privados da vida de muçulmanos, abrangendo temas como política, economia, contratos, família, relações sociais, higiene e sexualidade. Sua aplicação varia amplamente entre os países de maioria muçulmana, refletindo diferenças culturais, sociais e políticas. Antes do século XIX, a teoria jurídica islâmica era dominada por Hanafi, Maliki, Shafi'i, Hanbali no Islã sunita e Jafari no Islã xiita.
A aplicação contemporânea da Xaria é tema de debates. Alguns países adotam interpretações estritas, enquanto outros buscam conciliá-la com legislações seculares e princípios de direitos humanos. Práticas como amputações e restrições aos direitos das mulheres, defendidas por certas interpretações, têm sido criticadas por organizações de direitos humanos. Em contrapartida, defensores argumentam que a flexibilidade interpretativa da Xaria permite adaptações às realidades contemporâneas e preserva a identidade cultural dos muçulmanos.

Durante a Era de Ouro Islâmica, a Xaria influenciou sistemas jurídicos ocidentais, incluindo o common law e o direito romano-germânico Sua abordagem metódica e institucional contribuiu para o desenvolvimento de várias práticas jurídicas modernas. A diversidade de interpretações é evidente entre os países muçulmanos, a Arábia Saudita e Irã aplicam versões estritas da Xaria enquanto a Indonésia e Turquia apresentam abordagens mais moderadas ou seculares. Essa variação reflete as diferenças culturais e políticas em cada sociedade.

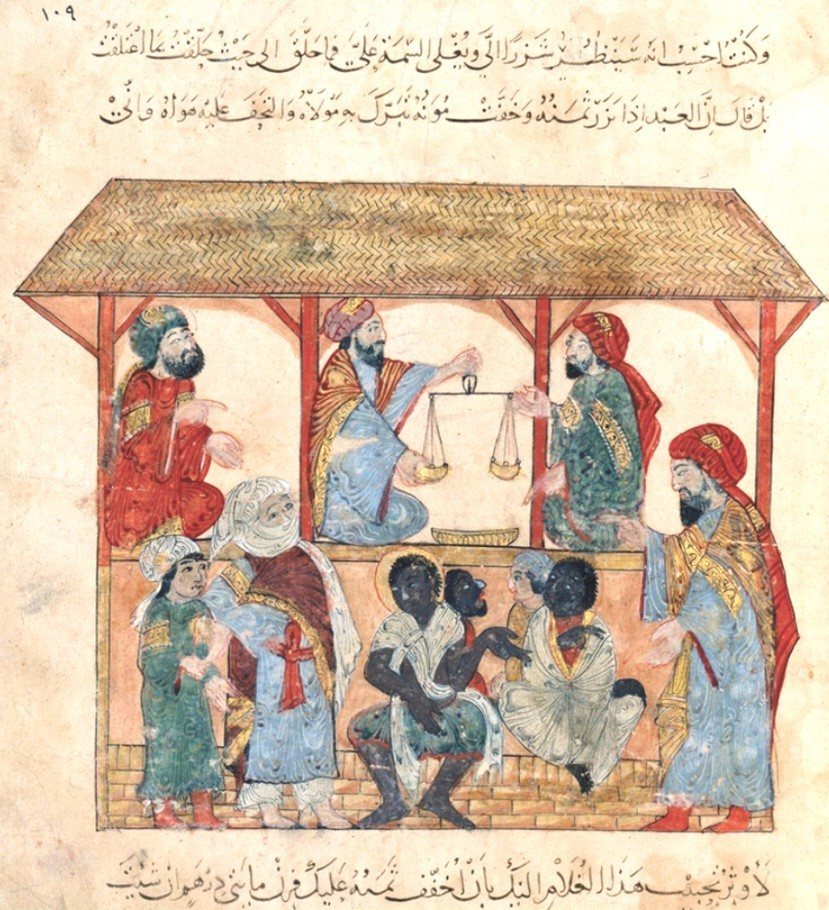
Mercado de escravos do século XIII, Iêmen. Escravos são considerados propriedade na Xaria; podem ser comprados, vendidos, alugados, doados, compartilhados e herdados.

## Etimologia e uso do termo
A palavra portuguesa xaria deriva da palavra em árabe: شرع, transliterada xarî'a, cujo significado original é "fonte" ou "bebedouro", que segundo Houaiss e Adalberto Alves evoluiu para o sentido de "caminho que leva até a fonte (ou ao bebedouro)", e daí evoluiu à ideia de um "caminho a ser seguido", o que passou a significar, no islamismo, o caminho virtuoso, um "caminho de crença e prática" (Alcorão 45:18), e passou a significar, em árabe e em diversas línguas modernas (sharia em inglês; charia em francês; Scharia em alemão, xaria em galego; etc) o sistema de direito religioso regido pelos preceitos tradicionais islâmicos.
O aportuguesamento da palavra foi feito com "x" inicial, em consonância com os ditames gramaticais históricos da língua portuguesa, que preconizam o uso de "x" na transliteração de palavras do árabe: xeque/xeique, almoxarifado, xiita, xarope, xadrez, enxaqueca, haxixe, oxalá etc. A palavra "xaria", referente ao direito islâmico tradicional em todo o mundo, serviu ademais de origem à palavra moçambicana "xária", que é o direito consuetudinário entre o povo Macua, em Moçambique.
O conceito da xaria foi vítima de alguma confusão ao longo dos tempos, tanto na literatura legal como na comum. Para alguns muçulmanos, a xaria consiste do Alcorão e da Suna, enquanto para outros, também inclui a fiqh clássica; a maioria das enciclopédias define a xaria como uma lei baseada no Alcorão, na Suna, na fiqh, derivada do consenso (ijma) e nas analogias (qiyas). Esta definição da xaria coloca juntos, de maneira pouco apropriada, o que é tido como revelado com o não revelado; esta mistura de fontes criou um pressuposto confuso de que as interpretações escolásticas são tão sagradas quanto o Alcorão e a Suna e, como estes, não poderiam ser revistos. O Alcorão e a Suna formam o Código Básico, imutável, que deve ser mantido separado da lei interpretativa (fiqh), que está em permanente evolução. Esta separação analítica entre o Código Básico e a fiqh é tida por alguns estudiosos como necessária para "dissipar a confusão em torno do termo xaria".

## Definições e descrições

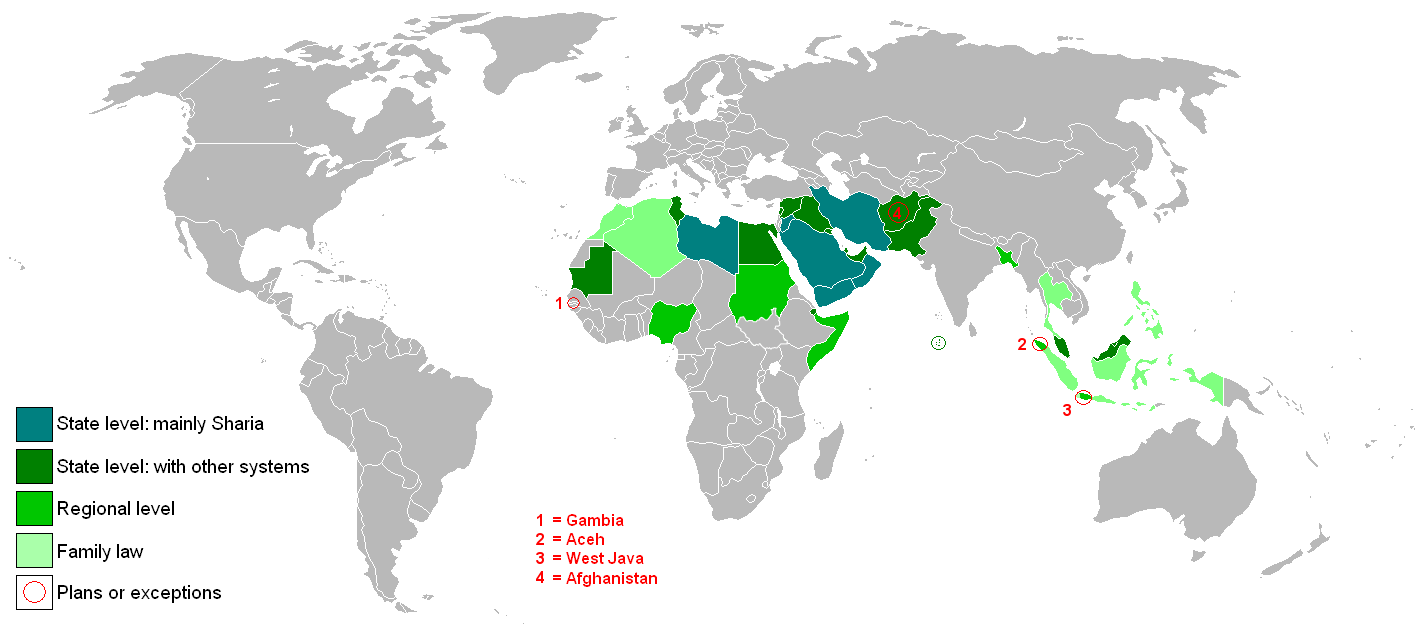
Mapa dos países que adotam a xaria

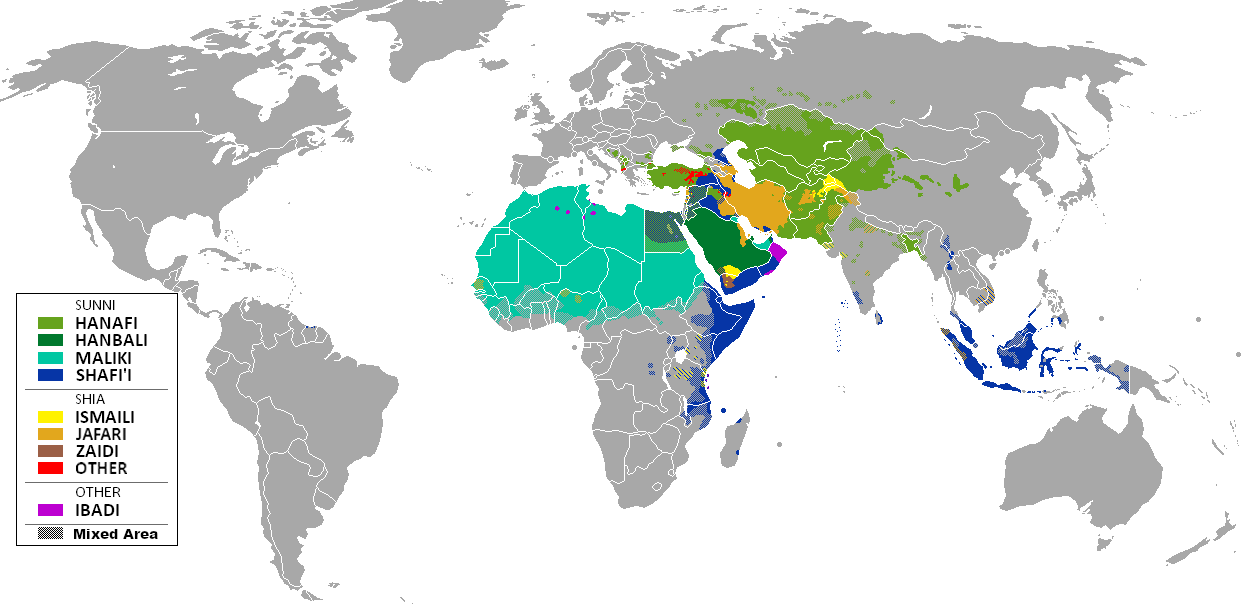
Mapa do mundo muçulmano com as principais escolas da lei islâmica (madhhab).

A xaria já foi definida de diferentes maneiras, por diversos de seus estudiosos, tanto islâmicos quanto ocidentais. De acordo com essas diferentes interpretações, ela pode ser vista como:
- "a lei muçulmana ou islâmica, tanto em relação à justiça civil e criminal, quando regulando a conduta individual, pessoal e moralmente. O corpo de leis baseado nos costumes fundamenta-se no Alcorão e na religião do islã. Como por definição os Estados islâmicos são teocracias, os textos religiosos equivalem a leis, conhecidos no islã e pelos muçulmanos como xaria ou lei xaria".[22]
- "uma discussão sobre as obrigações dos muçulmanos." — Hamilton Alexander Rosskeen Gibb.[23]
- "uma longa, diversa e complicada tradição intelectual", e não um "conjunto bem-definido de regras e regulamentos específicos que podem ser facilmente aplicados às situações da vida." — Hunt Janin and Andre Kahlmeyer.[24]
- "uma opinião compartilhada da comunidade islâmica, baseada numa literatura que é extensa, porém não necessariamente coerente ou autorizada por uma entidade única." — Knut S. Vikor.[25]
- "Lei de Deus (...) a única saída realmente efetiva de todos os sofrimentos e problemas." — a Irmandade Muçulmana, em seu panfleto, "Iniciativa".[parcial?][26]
- "uma construção teórica totalitária, destinada a controlar todos os aspectos da vida de  um indivíduo, do berço até à morte" — Ibn Warraq na introdução do seu livro " Why I am not a muslim".[parcial?]
- "extremo, contraditório e bárbaro sistema de controle..." - Nonie Darwish, no livro "Cruel and Usual Punishment".[parcial?][27]
- "Um ideal da lei divina, que até os dias atuais a maioria dos muçulmanos, pelo menos em teoria, mantém ser imutavelmente válida. (...) Um catálogo de mandamentos dirigido a todas as áreas da vida". - Christine Schirrmacher.[28]

Existem cerca de noventa versículos corânicos que abordam direta e especificamente questões de direito. O discurso jurídico islâmico refere-se a esses versículos como a lei de Deus e incorpora-os em códigos legais. O restante da lei islâmica é o resultado da jurisprudência (fiqh), os esforços humanos para codificar as normas islâmicas em termos práticos e legislar para casos não tratados especificamente no Corão e na Suna. Embora a legislação gerada por humanos seja considerada falível e aberta a revisão, o termo "shariah" às vezes é aplicado a toda a legislação islâmica. Isto foi apoiado por estruturas formais de literatura jurídica e muitas declarações específicas do décimo ao longo do século XIX. Os estudiosos modernos desafiaram essa afirmação, distinguindo entre xaria e fiqh e apelando para a reforma dos códigos do fiqh à luz das condições modernas.
Num contexto islâmico, há uma clara distinção entre a fiqh (discernimento, compreensão profunda), que se refere às inferências deduzidas pelos estudiosos, e a sharia, que se refere aos princípios que estão por trás da fiqh. Os acadêmicos e estudiosos esperam que a jurisprudência, a fiqh, e a lei, a sharia, estejam em harmonia em qualquer caso, porém nunca podem estar seguros disso.
A xaria apresenta certas leis que são tidas como ordenadas diretamente por Deus, concretas e atemporais, para todas as situações relevantes (por exemplo, a proibição de bebidas alcoólicas). Apresenta também outras leis que são derivadas dos princípios estabelecidos pelos advogados e juízes islâmicos (mujtahidun).

### Comparações com o common law

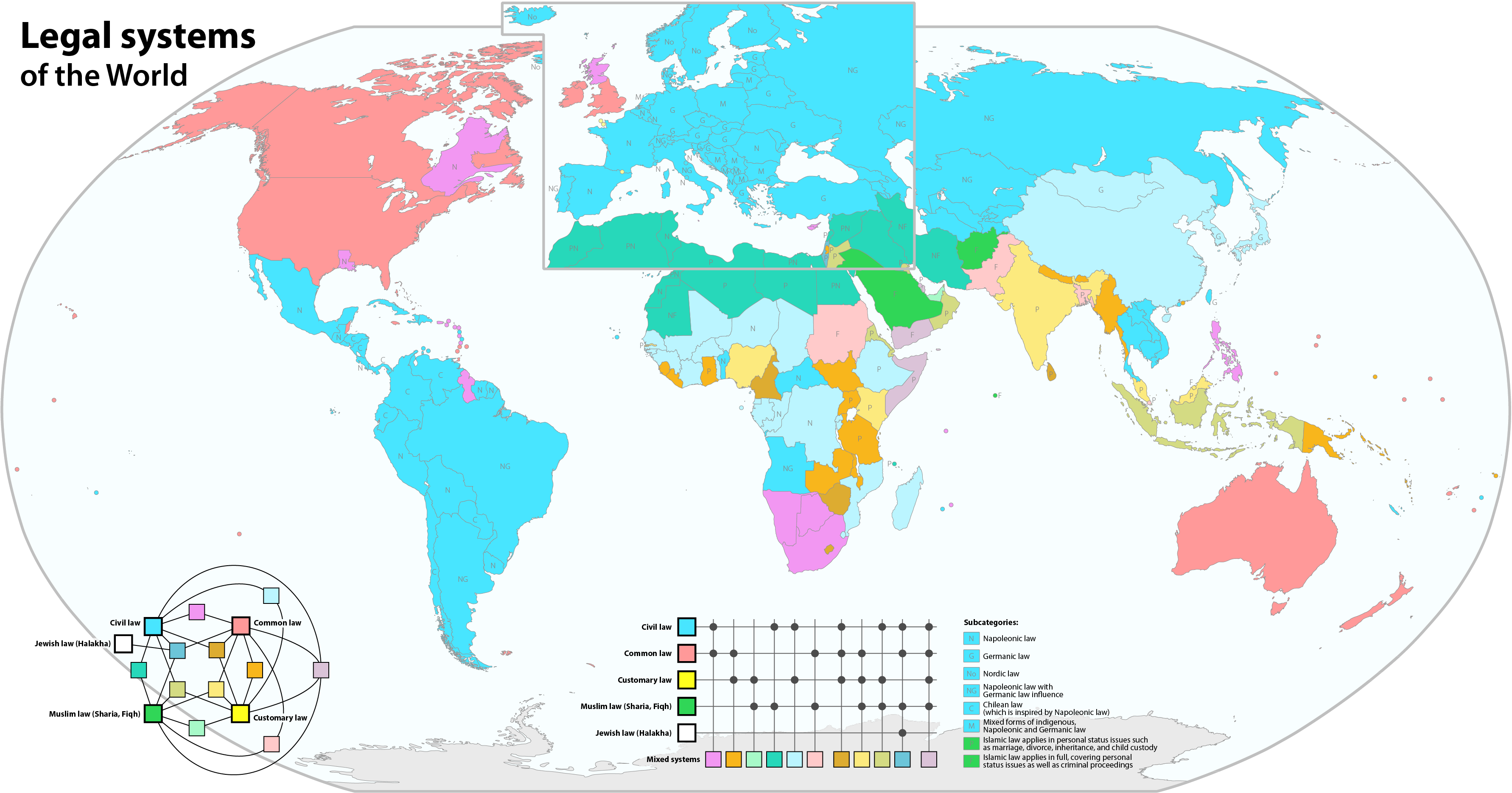
Sistemas legais do mundo

### Direitos humanos

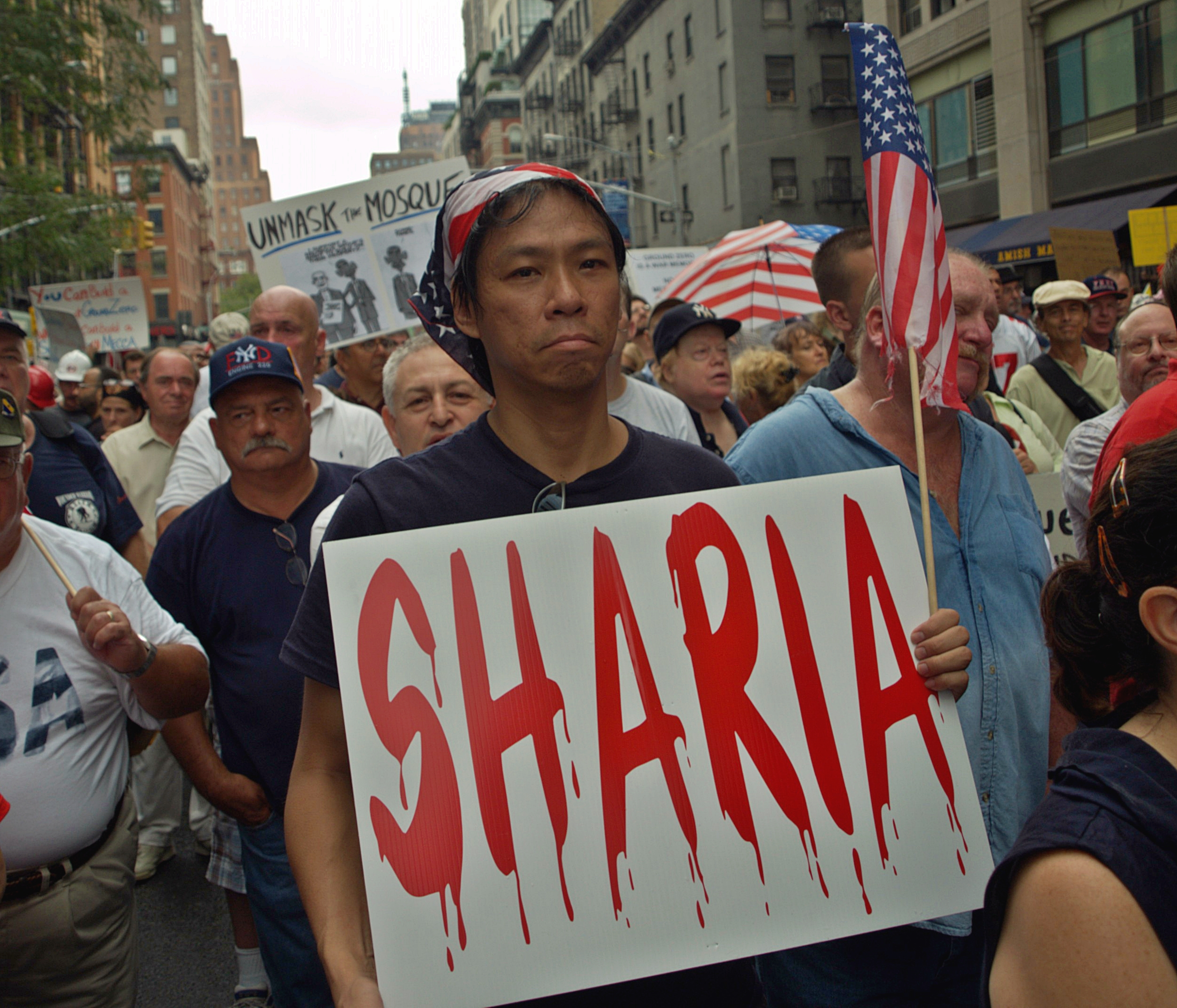
Protestos contra a xaria em Nova Iorque, Estados Unidos